# Конча, Марсело
Марсе́ло Ко́нча Баскунья́н (исп. Marcelo Renán Concha Bascuñán, Сантьяго, Чили, 26 октября 1945 — задержан и пропал без вести 10 мая 1976) — агроном, член Коммунистической партии Чили и заключённый, пропал без вести во время военной диктатуры. На момент ареста ему было тридцать лет, был женат.

## Биография

### Юность
Марсело Конча Баскуньян изучал агротехнику в Университете дружбы народов имени Патриса Лумумбы в Советском Союзе. Во время пребывания в СССР женился на гражданке Чили Доре Карреньо Арайе, от которой у него родилась дочь по имени Лилия. В 1970 году стал отцом второй дочери, Ларисы, которая осталась в Москве со своей матерью, советской балериной Гетой Башировой. С приходом к власти Сальвадора Альенде и Народного единства Марсело Конча вернулся в Чили, где женился на Аминте Траверсо Бернаскине, от которой у него родились дети Мария Пас и Марсело. В это время Марсело Конча работал региональным директором Службы сельского хозяйства и животноводства в провинции Каутин. Вскоре он был назначен генеральным директором Национальной птицеводческой компании (ENAVI), подчинённой CORFO.

### Содержание под стражей
11 сентября 1973 года во время военного переворота Марсело Конча работал в своём офисе CORFO, на следующий день его арестовали и доставили на Национальный стадион. Затем его перевели в лагерь для заключённых Чакабуко в пустыне Атакама. В этом лагере он разделил своё заточение с другими приверженцами правительства Сальвадора Альенде: Мигелем Лонером, Хорхе Монтеалегре, Мануэлем Кабесесом, Мариано Рекеной, Мануэлем Ипинсой, Анхелем Паррой, Хуаном Фуэнтесом Ботто, Антонио Гонсалесом, Адольфо Коззи, Хулио Вегой, Гиллермо Оррего и другими. В Чакабуко они сформировали музыкальную группу, вместе с которой написали «Евангелие Сан-Хуана». 25 апреля 1974 года Марсело Конча выпустили из Чакабуко, но он принял решение не уезжать в ссылку. 10 мая 1976 года он был вновь арестован агентами DINA на улице Ираррасаваль вместе с Педро де Вальдивиа в коммуне Лунья. Он был должностным лицом Чилийско-Испанской экспортной компании. Арест Марсело Конча произошёл в мае 1976 года, одновременно с арестами активистов Коммунистической партии, фигурантов дела Calle Conferencia.

### Судебный процесс в условиях диктатуры
12 мая 1976 года была подана апелляция по процедуре ампаро в Апелляционный суд Сантьяго, № 382-76, с просьбой сообщить местонахождение Марсело Конча Баскуньяна. Но власти ответили, что его не задерживали. 1 июня 1976 г. апелляция была отклонена, и информация была отправлена в Уголовный суд. 7 июня Верховный суд оставил резолюцию без изменения. Он приказал отправить антецеденты в 8-й уголовный суд Сантьяго для расследования преступления, связанного с исчезновением жертвы. 1 августа 1978 года группа родственников 70-и пропавших без вести лиц, подала в 10-й уголовный суд Сантьяго уголовную жалобу по статье о «похищении при отягчающих обстоятельствах» против генерала Мануэля Контрераса, полковника Марсело Морена и подполковника Рольфа Вендерота Посо, все бывшие агенты Управления национальной разведки (DINA). 10 августа того же года судья 10-го суда, не приступив к разбирательству по делу, признала себя некомпетентной. Антецеденты были отправлены во 2А военную прокуратура Сантьяго, под № 553 78. В 1983 году эти дела расследовал министр по делам задержанных, пропавших без вести, Сервандо Йордан. 20 ноября 1989 года подполковник армии Энрике Ибарра Чаморро, генеральный военный прокурор, не проводя никаких разбирательств в течение четырёх лет, обратился с просьбой о применении Указа об амнистии, Закон № 2191. Причина заключалась в том, что процесс расследовал преступления, совершенные с 11 сентября 1973 года по 10 марта 1978 года. 30 ноября 1989 года ходатайство было удовлетворено 2-м военным судом, который прекратил рассмотрение дела.

### Отчёт Реттига
Члены семьи Марсело Конча Баскуньяна предоставили свои показания Комиссии Реттига. Задачей комиссии было установление истины и квалификация дел арестованных, пропавших без вести и казненных во время диктатуры. Что касается дела Марсело Конча, в отчёте Реттига указано, что:

10 мая 1976 года на пути между домом его матери и Институтом развития рыболовства был арестован Марсело Ренан КОНЧА БАСКУНЬЯН, бывший сотрудник сельскохозяйственной и животноводческой службы (SAG) и CORFO, также член КП. Его след теряется в конце апреля 1977 года на Вилле Гримальди. Комиссия убеждена, что его исчезновение было организовано государственными служащими, которые тем самым нарушили его права человека.
Оригинальный текст (исп.)El 10 de mayo de 1976, fue detenido en el trayecto comprendido entre la casa de su madre y el Instituto de Fomento Pesquero, Marcelo Renán CONCHA BASCUÑAN, ex-funcionario del Servicio Agrícola y Ganadero (SAG) y de la CORFO, también militante del PC. Se le perdió el rastro a fines de abril de 1977 desde Villa Grimaldi. La Comisión está convencida de que su desaparición fue obra de agentes del Estado, quienes violaron así sus derechos humanos.

### Демократический судебный процесс
После ареста Пиночета в Лондоне начались судебные процессы по фактам нарушения прав человека в годы диктатуры. Дело Марсело Конча Баскуньяна вёл министр Леопольдо Льянос. 31 августа 2015 года он вынес приговор по делу Марсело Конча, своим вердиктом магистрат приговорил бывших агентов DINA — Педро Эспиноса Браво, Карлоса Лопеса Тапиа, Рольфа Вендерота Посо, Рикардо Лоуренса Майреса и Хуана Моралеса Сальгадо к тюремному заключению сроком на 10 лет и 1 день каждого. Агент Марсельо Морен Брито был оправдан.
Во второй инстанции дело было рассмотрено 8 июня 2016 года, когда Вторая палата апелляционного суда Сантьяго подтвердила приговор, вынесенный судьей Леопольдо Льяносом по первой инстанции против большинства бывших агентов DINA. Что касается бывшего агента Рольфа Вендерота Посо, то он был оправдан, а приговор, вынесенный Карлосу Лопесу Тапиа, был сокращен до 3 лет и 1 дня тюремного заключения с испытательным сроком.
Точка в деле об исчезновении Марсело Конча Баскуньяна была поставлена 25 октября 2016 года, когда Верховный суд утвердил обвинительный приговор мирового судьи Леопольдо Льяноса. Коллегия по уголовным делам Верховного суда постановила принять апелляцию, поданную истцом в лице адвоката Альберто Эспинозы на приговор, вынесенный Апелляционным судом Сантьяго, оправдавшим агента Вендерота Посо, и приговорившим Карлоса Лопеса Тапиа к 3 годам и 1 дню заключения. Таким образом, Верховный суд постановил оставить в силе решение суда первой инстанции, вынесенное министром Леопольдо Льяносом. В итоге приговоры к 10 годам и одному дню тюремного заключения были утверждены, как виновным в преступлениях, связанных с похищением людей, бывшим агентам DINA: Педро Эспиноза Браво, Карлосу Лопесу Тапиа, Рольфу Вендероту Посо, Рикардо Лоуренсу Майресу и Хуану Моралесу Сальгадо.